# Наводнение в Республике Македония (2016)
Наводнение в Республике Македония — стихийное бедствие, вызванное обильными дождями 6-7 августа 2016 года. Больше всего пострадала столица государства, город Скопье, где под водой оказались целые кварталы на севере и в центре. Дожди смыли участок кольцевой дороги вокруг столицы, некоторые автомобили были переброшены на сотни метров. Жертвами стали более 20 человек, некоторые из которых не смогли выбраться из автомобилей. Десятки людей получили травмы. Северо-запад Македонии пострадал от нарушения работы автострад и подачи электроэнергии, некоторые селения отрезало от остальных оползнями.

## События
Пик дождей в Скопье пришелся на 6 августа. Осадки начались примерно в 17:30 CEST и продолжались до 9:30 CEST 7 августа. По данным местного гидрометцентра, за сутки была превышена месячная норма осадков — 93 л./м2. Вода на отдельных участках поднялась на 1,5 м. Порывы ветра достигали более 70 км/ч.
8 августа был объявлен траур. В Скопье и Тетово объявлено кризисное состояние на 15 суток. К спасательным работам была привлечена армия. «Это катастрофа беспрецедентного масштаба» — заявил вице-премьер Никола Тодоров.
Непогоду ощутили и соседние страны. В Хорватии из-за сильного ветра произошли перебои в работе транспорта.